# Championnat de France masculin de volley-ball 1967-1968
Navigation
Saison précédente Saison suivante
Le Championnat de France de volley-ball Nationale 1 1967-1968 a opposé les seize meilleures équipes françaises de volley-ball.

## Listes des équipes en compétition
| \| Cannes Clamart Paris UC RC France Stade Français Lyon ASPTT Montpellier Montpellier UC Saint-Maur-des-Fossés Sète Joinville-le-Pont Strasbourg Puteaux \| Localisation des clubs engagés dans le championnat. |
| Cannes Clamart Paris UC RC France Stade Français Lyon ASPTT Montpellier Montpellier UC Saint-Maur-des-Fossés Sète Joinville-le-Pont Strasbourg Puteaux                                                           |

| AS Cannes             |
| CSM Clamart           |
| CO Joinville          |
| ASUL Lyon Volley-Ball |
| ASPTT Montpellier     |
| Montpellier UC        |
| US Métro              |
| Paris UC              |
| CSM Puteaux           |
| Racing club de France |
| VGA Saint-Maur        |
| Arago de Sète         |
| Stade Français        |
| RC Strasbourg         |
| ?                     |
| ?                     |

## Formule de la compétition
- Saison régulière

1. 2 poules de huit équipes qui s'affrontent en match aller/retour
2. Les deux premiers de chaque poule sont qualifiés pour la poule finale, les deux derniers sont relégués en Nationale 2

- Poule finale

1. Les quatre équipes finalistes s'affrontent en deux tournois organisés chez les vainqueurs de poules (ou chez une équipe non parisienne si les deux vainqueurs de poule sont des équipes de Paris), les résultats de la saison régulière sont conservés.

## Poule finale

### Classement
| # | Équipe         | Pts | J | G | P | SP | SC |
| 1 | Paris UC       | 11  | 6 | 5 | 1 | 17 | 9  |
| 2 | RC de France   | 9   | 6 | 3 | 3 | 14 | 11 |
| 3 | Stade Français | 8   | 6 | 2 | 4 | 10 | 15 |
| 4 | Montpellier UC | 8   | 6 | 2 | 4 | 10 | 6  |

## Bilan de la saison
| Tableau d'Honneur |           |
| Compétition       | Vainqueur |
| Nationale 1       | Paris UC  |

| Qualifications européennes 1967-1968 |           |
| Compétition                          | Qualifiés |
| Coupe d'Europe des Clubs Champions   | Paris UC  |

| Promotions et relégations |                                 |
| Relégués en Nationale 2   | CSM Puteaux ASPTT Montpellier ? |
| Promus de Nationale 2     | Stade Marseillais UC ?          |